# 小腺无心菜
小腺无心菜（学名：Arenaria glanduligera）为石竹科无心菜属的植物。分布于印度、锡金、尼泊尔、克什米尔地区以及中国大陆的西藏等地，生长于海拔4,500米至5,500米的地区，多生长于高山草甸以及高山倒石堆地带，目前尚未由人工引种栽培。

## 别名
腺毛蚤缀（拉汉种子植物名称）